# Schiltigheim
Schiltigheim – miejscowość i gmina we Francji, w regionie Grand Est, w departamencie Dolny Ren.
Według danych na rok 1990 gminę zamieszkiwało 29 155 osób, a gęstość zaludnienia wynosiła 3821 osób/km² (wśród 903 gmin Alzacji Schiltigheim plasuje się na 4. miejscu pod względem liczby ludności, natomiast pod względem powierzchni na miejscu 339.).